# The Take Over, Vol. 1
The Take Over, Vol. 1 es el nombre del primer álbum de estudio del sello Mastered Trax Latino. Fue lanzado el 9 de octubre de 2015.

## Lista de canciones
| N.º     | Título | Duración |  |
| 1.      | «Libertad» (Elias Diaz, MC Davo & C-Kan) | 3:39     |  |
| 2.      | «Hablan de Mi» (Melódico, Don Aero, C-Kan) | 3:00     |  |
| 3.      | «Desde Abajo» (Alex Castillo, C-Kan) | 4:32     |  |
| 4.      | «Amor A La Moneda» (Ese Daz, C-Kan) | 3:21     |  |
| 5.      | «Born Sinner» (Concrete, Zapata Te Ghost, Stylo Tha Don,)                                                                                       | 4:46     |  |
| 6.      | «Que Le Preocupa» (Don Aero, David Rolas, Swat)                                                                                                 | 3:55     |  |
| 7.      | «Ala C******a Te Me Vas» (Damon Reel, S Gats, Concrete, Stylo Tha Don, David Rolas, Don Kalavera, Bobby Castro, Don Aero, C-Kan, Crooked Stilo) | 7:45     |  |
| 8.      | «Tú No Haces Nada» (Julio Acosta, C-Kan, Stylo Tha Don)                                                                                         | 3:04     |  |
| 9.      | «Te Vaz» (Crooked Stilo, C-Kan) | 4:08     |  |
| 10.     | «Poco A Poco» (Elias Diaz, Pacto Latino) | 3:48     |  |
| 11.     | «It's U N Me» (S. Gats, Stylo Tha Don, Concrete)                                                                                                | 5:31     |  |
| 12.     | «Anoche Soñe» (Andiel Androide, Markito, C-Kan)                                                                                                 | 3:56     |  |
| 13.     | «Liga Mayor» (T López, Crooked Stilo, Flakiss, C-Kan, David Rolas, Jaep)                                                                        | 4:10     |  |
| 14.     | «Stand Up» (Don Dinero, Rigo Luna, Sporty Loco, C-Kan)                                                                                          | 4:13     |  |
| 15.     | «Esclavos del Dólar» (Jetson El Súper, Sniper SR, C-Kan)                                                                                        | 3:43     |  |
| 16.     | «Mucha Envidia» (S. Gats, C-Kan) | 2:48     |  |
| 17.     | «Falsos Amigos» (Javier La Amenaza, C-Kan) | 3:13     |  |
| 1:10:33 | |          |  |